# Мамурлуци
„Мамурлуци” је српска телевизијска серија чија је пилот епизода снимљена 2015. године.

## Улоге
| Глумац              | Улога                |
| ------------------- | -------------------- |
| Никола Којо         | Коља                 |
| Исидора Симијоновић | Девојка активиста    |
| Жижа Стојановић     | Комшиница на прозору |
| Христина Поповић    | новинарка Невена     |
| Милош Самолов       | Шабан                |
| Војин Ћетковић      | Неша бизнисмен       |
| Зоран Цвијановић    | Цвеја                |
| Наташа Нинковић     | Мила                 |
| Горан Радаковић     | Адовкат Милан        |
| Младен Нелевић      | Рођа                 |
| Ева Рас             | Комшиница на прозору |
| Тома Курузовић      | Сликар               |
| Небојша Илић        | Милутин Марић Шојка  |
| Ненад Ненадовић     | домаћицин муж Риста  |
| Стефан Бундало      | Папарацо             |
| Андреј Пиповић      | Сниматељ             |
| Нађа Секулић        | Домаћица             |
| Соња Вукићевић      | Сликарева жена       |
| Маја Шуша           | Новинарка            |

 Остале улоге ▼
| Глумац            | Улога                  |
| ----------------- | ---------------------- |
| Дејан Матић       | Полицајац              |
| Добрила Илић      | комшиница Милка        |
| Срђа Бјелогрлић   | Комунални полицајац    |
| Драгана Ненадић   | Пекарка                |
| Мина Ненадовић    | Мирјана                |
| Дарко Миличић     | Радник на наплатној    |
| Слободан Тешић    | Радник за селидбе      |
| Ненад Гвозденовић | Тоша                   |
| Борис Обренов     | Андрија                |
| Владимир Миланов  | Комунални полицајац    |
| Недељко Давидовић | Елвис                  |
| Миљан Давидовић   | Радник за селидбе      |
| Јована Курузовић  | Девојчица из комшилука |
| Зоран Костић      | Рамбо                  |
| Владимир Тица     | Јашар                  |
| Вук Бијелић       | Младић активиста       |

Комплетна ТВ екипа ▼
| Редитељ                   | Срђан Драгојевић        |                                  |
| Сценариста                | Срђан Драгојевић        |                                  |
| Сценариста                | Раде Марковић           |                                  |
| Продуцент                 | Никола Којо             | продуцент                        |
| Продуцент                 | Биљана Првановић        | извршни продуцент                |
| Композитор                | Дејан Пејовић           |                                  |
| Директор фотографије      | Душан Јоксимовић        |                                  |
| Монтажер                  | Владимир Гајић          |                                  |
| Монтажер                  | Дејан Урошевић          |                                  |
| Сценограф                 | Кирил Спасески          |                                  |
| Костимограф               | Анђела Пуповац          |                                  |
| Одсек за шминку           | Tатјана Липановић       | шминкерка                        |
| Одсек за шминку           | Нина Станојевић         | асистент шминкера                |
| Менаџер продукције        | Мила Бркић Велагић      | координатор продукције           |
| Менаџер продукције        | Драгољуб Првановић      | вођа снимања                     |
| Менаџер продукције        | Мирјана Радојевић       | финансијски координатор          |
| Менаџер продукције        | Катарина Родић          | асистент продукције              |
| Менаџер продукције        | Милан Шешум             | директор филма                   |
| Помоћник режије           | Хаџи Александар Ђуровић | други помоћник редитеља          |
| Помоћник режије           | Весна Мацура Ракић      | први помоћник редитеља           |
| Помоћник режије           | Млађен Минић            | други помоћник редитеља          |
| Помоћник режије           | Данило Николић          | тхирд ассистант дирецтор         |
| Помоћник режије           | Младен Шевић            | 1 помоћник редитеља              |
| Уметнички одсек           | Ивона Летиц             | асистент сценографа (2015)       |
| Уметнички одсек           | Сава Михајлов           | сценски реквизитер (2015)        |
| Уметнички одсек           | Тамара Миленковић       | асистент сценографа (2015)       |
| Уметнички одсек           | Влада Миливојев         |                                  |
| Уметнички одсек           | Милош Митровић          | графички дизајн                  |
| Уметнички одсек           | Марко Младеновић        | ассистант пропертy мастер (2015) |
| Одсек за звук             | Милутин Бабић           | микроман                         |
| Одсек за звук             | Мартон Јанков Томица    | тон мајстор                      |
| Одсек за звук             | Владан Кораћ            | Дизајнер тона                    |
| Одсек за звук             | Владимир Стошић         | микроман (као Влада Стошић)      |
| Визуелни ефекти           | Небојша Рогић Рога      | супервизор визуелних ефеката     |
| Одсек за камеру и расвету | Трифуновић Драган       |                                  |
| Одсек за камеру и расвету | Слободан Гојковић       | вођа расвете                     |
| Одсек за камеру и расвету | Иван Костић             | сниматељ                         |
| Одсек за камеру и расвету | Татјана Крстевски       | камера-оператор: "б" камера      |
| Одсек за камеру и расвету | Александар Летиц        | фотограф                         |
| Одсек за камеру и расвету | Дражен Мркоња           | шарфер                           |
| Одсек за камеру и расвету | Борис Несторовић        |                                  |
| Одсек за камеру и расвету | Милош Ристић            |                                  |
| Одсек за кастинг          | Хаџи Александар Ђуровић | кастинг асистент                 |
| Одсек за костим           | Сања Адамовић           | асистент костимографа            |
| Одсек за костим           | Јована Пантић           | асистент костимографа            |
| Одсек за монтажу          | Урош Милкић             | Онлајн уредник                   |
| Одсек за монтажу          | Никола Мрдаљ            | колориста                        |
| Одсек за монтажу          | Ђорђе Стаменковић       | Онлајн уредник                   |
| Остала екипа              | Соња Ђурђевиц           | клаппер                          |
| Остала екипа              | Хаџи Александар Ђуровић | титл                             |
| Остала екипа              | Драгица Марковић        | секретар режије                  |
| Остала екипа              | Владан Вигњевић         | додатни координатор              |